# Norops alvarezdeltoroi
Norops alvarezdeltoroi är en ödleart som beskrevs av  Nieto Montes De Oca 1996. Norops alvarezdeltoroi ingår i släktet Norops och familjen Polychrotidae. IUCN kategoriserar arten globalt som otillräckligt studerad. Inga underarter finns listade i Catalogue of Life.